# Антифлірт-клуб

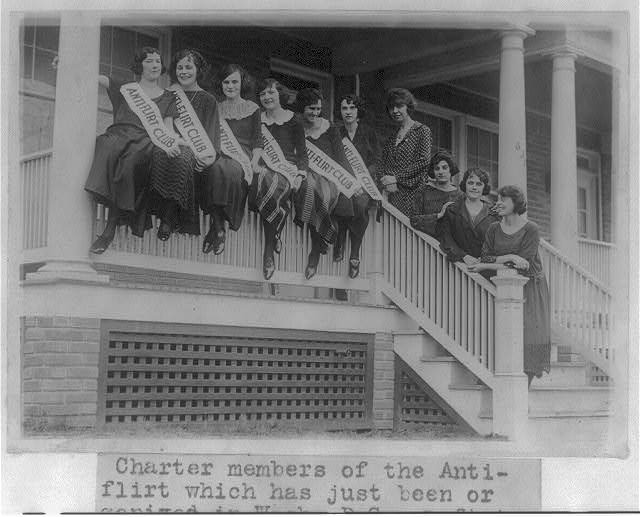
Антифлірт-клуб

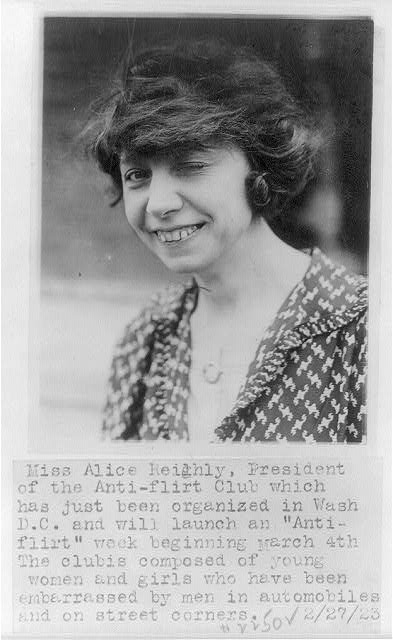
Президент Анти-флірт клубу Аlice Reighly

В Антифлірт-клуб (Anti-Flirt Club) — американський клуб, активний у Вашингтоні, Колумбія, на початку 1920-х років. Метою клубу був захист молодих жінок і дівчат, які отримували небажану увагу чоловіків в автомобілях і на вулицях. Антифлірт-клуб запустив «Анти-флірт» тиждень, який почався 4 березня, 1923.
Клуб випустив список правил для використання в ситуаціях небажаного флірту у вигляді порад з поведінки:
1. Не фліртуйте: ті, хто фліртують поспіхом, часто каються потім.
2. Не погоджуйся на пропозиції підвезти від фліртуючих автомобілістів — вони запрошують Вас не щоб допомогти Вам.
3. Не пускайте очима бісиків — вони були створені для більш благородних цілей.
4. Не гуляйте з незнайомими чоловіками — вони можуть бути одружені, і тоді ви матимете взяти участь у поєдинку з тягання за волосся.
5. Не підморгуйте — тремтіння одного ока викликає сльози в іншому.
6. Не даруйте кокетливі посмішки незнайомцям —збережіть їх для людей, яких Ви знаєте.
7. Не хапайте усіх чоловіків підряд: фліртуючи з багатьма, можна втратити одного.
8. Не ловіться на спритних франтівських пожирачів тістечок — неполіроване золото справжнього чоловіка коштує більше, ніж блиск хвацьких ящірок, що грають лаунж.
9. Не дозволяйте літнім чоловікам з фліртуючим поглядом поплескати Вас по плечу і проявити батьківськиї інтерес до Вас. Це зазвичай той, хто хоче забути, що він батько.
10. Не ігноруйте людину, в якій Ви абсолютно впевнені, поки фліртуєте з іншою. Коли повернетесь до першої з них, може виявитись, що вона щезла.

«Вашингтон пост» у статті від 28 лютого 1923 року, під назвою «10 дівчат починають війну з автозапрошеннями», виклав суть проблеми: «Занадто багато автомобілістів користуються прецедентом, створений під час війни, пропонуючи взяти юних леді-пішоходок у свої автомобілі, Міс Гелен Браун, 639 Лонгфеллоу-Стріт, заявив вчора». Браун, секретарка новонародженого Антифлірт-клубу, попередила, що ці чоловіки «не всі пропонують свої запрошення, щоб убезпечити дівчатам прогулянку», і хоча при цьому були «інші різновиди флірту» — автомобілісти безумовно були найгірші.
Браун, поряд з президентом клубу — Алісою Ріглі з Гарард-стріт, 1400 — оприлюднили план своїх дій. 4 березня 1923 року розпочався перший у світі Антифлірт-тиждень (і єдиний відтоді).